# Lamprocryptus semirufus
Lamprocryptus semirufus är en stekelart som först beskrevs av Brulle 1846.  Lamprocryptus semirufus ingår i släktet Lamprocryptus och familjen brokparasitsteklar. Inga underarter finns listade i Catalogue of Life.